# Jāhiliyya
La jāhiliyya (o ǧāhiliyya, in arabo جَاهِلِيَّة‎? /d͡ʒaːhiˈlijːa/, in italiano: ignoranza) è il termine con cui i musulmani indicano il periodo precedente la missione profetica di Maometto del VII secolo. Secondo i musulmani si tratta quindi di "ignoranza" della verità salvifica che il Profeta dell'Islam avrebbe avuto l'incarico da Allah di svelare agli uomini col Corano.
Oggi il termine ha conosciuto nuova fortuna dal momento che i movimenti fondamentalisti islamici hanno preso a usarlo per indicare non tanto gli ambienti non musulmani, ma specialmente quelli che, ufficialmente musulmani, agiscono però in modo difforme da quanto quei movimenti reputano essere il più puro e autentico Messaggio islamico.
Da qui il neologismo "giahilita" usato da parti della stampa scritta e parlata nel riferire di queste polemiche, per buona parte interne al mondo musulmano.

## Storia
I primi studi orientalistici si debbono a Edward Pococke (Specimen historiae Arabum, Oxford 1649), seguiti poco più di due secoli dopo da Ernst Osiander ("Studien über die vorislämische Religion der Araber", in: ZDMG, 7 (1853), pp. 463–505), da Ludolf Krehl (Über die Religion der Araber, Leipzig, 1863) e infine da Julius Wellhausen (Reste arabischen Heidentums, Berlin-Leipzig, W. De Gruyter & Co., 1887).
Nel VI secolo, la penisola arabica e la fascia arida e desertica che va dal golfo di Aqaba alla depressione del Giordano e alla Siria, era abitata, nelle sue aree centrali e settentrionali, da tribù nomadi indipendenti mentre in quelle meridionali erano attive, sotto il nome di Himyariti (i latini Homerites), gli eredi dei grandi regni sabei, del Hadramawt, del Qataban, di Awsan e dei Minei, tutte culture sedentarie estremamente progredite nelle conoscenze idrauliche e assai attive fin da prima del secondo millennio a.C. nel commercio dei cosiddetti aromata, fra cui il famoso incenso, assai richiesti in area mediterranea, mesopotamica e iranica. La via dell'incenso era infatti una pista carovaniera che si snodava dai porti arabi sul Mar Rosso e il Golfo Persico, dove giungevano le preziose merci da Cina, India ed Etiopia, verso la Siria e l'Armenia, punteggiata da favolose città sorte in mezzo alle aree desertiche proprio grazie all'arricchimento con il traffico delle spezie: oltre all'Arabia felix (il ricco Yemen), le città carovaniere di Petra, Palmira, Baalbek, Jerash o Bosra.
I beduini (da badw, cioè abitante della bādiya, la steppa desertica) erano invece dediti al piccolo e grande nomadismo a causa del loro speciale modo di produzione che si legava strettamente all'allevamento di ovini e del dromedario (arabo jamal, collettivo ibil) e assaltando altri gruppi nomadi o le carovane dei mercanti. Erano politeisti e il santuario di Mecca era forse il più importante centro di incontro sia religioso sia commerciale, quanto meno nella regione del Ḥijāz. Tutta l'area viveva di un fecondo equilibrio, ormai pluri-millenario, tra gli abitanti sedentari delle città e le tribù nomadi del deserto, i cui contatti generavano una buona prosperità per entrambi.
L'area era contesa o influenzata dall'Impero bizantino e da quello persiano sasanide: i primi avevano favorito la nascita del regno arabo dei Ghassanidi, tra Petra e Palmira, mentre il secondo appoggiava quello dei Lakhmidi il cui centro era al-Ḥīra. L'Impero di Axum infine, alleato di Bisanzio e centro di cultura cristiana-monofisita, aveva conquistato lo Yemen, ripreso poi a fine del VI secolo dai Persiani: la guerra etiopico-persiana rovinò gravemente la florida economia yemenita, distruggendo il vitale sistema di dighe a canali che garantiva la fertilità straordinaria della regione. La riduzione delle aree coltivabili e delle oasi di ristoro sconvolse i traffici dei beduini, privati ormai delle derrate fresche e dei luoghi di abbeverata yemeniti, e costrinse un'ampia fetta di popolazione a migrare verso nord, aumentando la presenza umana e l'importanza di città quali La Mecca, Yathrib e Ṭāʾif.
All'inizio del VII secolo, Maometto riuscì a fare degli Arabi una nazione, fondando uno Stato dai marcati tratti teocratici.

## Politeismo arabo
I riti e i culti praticati dagli arabi fino al VI secolo provenivano in larga parte dagli antichi regni vicini, come quello dei Moabiti, degli Edomiti e dei Nabatei, di cui furono adottati e in parte trasformati soprattutto i connotati astrali e i mitologemi. La ricchezza di divinità, soprattutto femminili, presentava similarità con le divinità babilonesi e fenicie. I beduini inoltre, costituendo una realtà nomade che facilmente entrava in contatto con altre popolazioni, avevano assimilato anche usi e tradizioni di un popolo che era molto affine per origini etniche, lingua e tradizioni, quello ebraico, tanto che nel VI secolo era diffusa una sorta di "monoteismo imperfetto", quello degli ḥanīf, una devozione cioè al Dio di Abramo, progenitore comune secondo la Genesi di ebrei e arabi, affiancata al culto di idoli, tra i quali quello dei bethel era fondamentale: si trattava di pietre di origine celeste, come la famosa Pietra Nera della Mecca, portata secondo la tradizione islamica dall'angelo Jibrāʾīl e anneritasi per i peccati degli uomini. Nel santuario della Kaʿba, al cui esterno è tutt'oggi presente, confluivano periodicamente molte tribù beduine e numerose popolazioni sedentarie per i riti panarabi del Ḥajj preislamico.
La religione nelle aree centrali e occidentali arabiche - che gli storici delle religioni qualificano come enoteismo, nel senso che ogni tribù aveva una divinità protettrice, pur non negando l'esistenza di altre divinità protettrici di altri gruppi umani - vedeva in Hijaz la prevalenza del culto di tre divinità, Manat, al-Uzza e Allat, quest'ultima citata anche da Erodoto, subordinate a un Dio più importante ma senza santuario né, forse, rappresentazione visibile: Allah. Poi vi era un'infinità di spiriti (jinn) e divinità minori, che venivano rappresentate da rocce, alberi o alture.

## Monoteismo nella penisola arabica
Gli Abissini avevano per conto loro diffuso nella penisola arabica il cristianesimo secondo la dottrina monofisita (o miafisita), che sosteneva che Cristo avesse una natura ibrida divina e umana. I Persiani invece vi avevano importato lo zoroastrismo e il cristianesimo nestoriano (secondo il quale in Cristo avevano convissuto due persone, rigidamente separate, una divina e una umana, unite solo moralmente). Alcune tribù beduine erano state infine completamente convertite al cristianesimo.
Esistevano inoltre non poche comunità ebraiche (sia ortodosse che eretiche) nelle città principali, compresa La Mecca e soprattutto Medina, con numerosi commercianti e agricoltori.
Nel nord della penisola, diverse tribù si erano convertite a una forma particolare di Cristianesimo giudaizzante, derivato dall'antica "eresia ebionita".
Con l'inizio della predicazione di Maometto nel 610 la vita della Mecca fu trasformata per sempre.